# Chuyện người da đen của Pyotr Đại đế kết hôn như thế nào
Chuyện người da đen của Pyotr Đại đế kết hôn như thế nào (tiếng Nga: Сказ про то, как царь Пётр арапа женил) là một bộ phim lịch sử dựa theo tác phẩm Người da đen của Pyotr Đại đế của A.S.Pushkin, do Aleksandr Mitta đạo diễn, ra mắt lần đầu năm 1976.

## Diễn viên
- Vladimir Vysotsky — Ibragim Gannibal
- Алексей Петренко — царь Пётр
- Иван Рыжов — Гаврила Афанасьевич Ртищев
- Ирина Мазуркевич — Наташа Ртищева
- Михаил Кокшенов — Сергунька Ртищев
- Николай Сергеев — Афанасий Ртищев
- Евгений Митта — Ванечка Ртищев
- Семён Морозов — Мишка Говоров
- Валерий Золотухин — Филька
- Михаил Глузский — Балакирев
- Oleg Tabakov — Pavel Ivanovich Yaguzhinsky
- Владимир Меньшов — Меньшиков
- Людмила Чурсина — императрица Екатерина I
- Ирина Печерникова — графиня Кавеньяк